# Emilio Magno Arborio
Emilio Magno Arborio (in latino Aemilius Magnus Arborius; ... – Costantinopoli, ...; fl. fine III–inizi IV secolo) è stato un retore e avvocato romano.

## Biografia
Era il figlio di Cecilio Agricio Arborio, e fu fratello di Emilia Eonia e dunque zio materno del poeta Decimo Magno Ausonio, che lo commemorò in due opere (Parentalia V e Professores XVII), che forniscono anche molte informazioni sulla sua vita.
La sua famiglia era di origine gallica e di rango curiale, sia da parte di padre sia da parte di madre. Sposò una nobildonna facoltosa; è possibile che sia stato il padre del praefectus urbi del 380, Magno Arborio.
Insegnò retorica a Tolosa, città in cui raggiunse una chiara fama; ebbe tra gli studenti il nipote. Esercitò anche come avvocato nei tribunali dei governatori della Gallia Narbonense, della Novempopulana e della Tarraconense. Mentre si trovava a Tolosa, divenne amico dei fratelli di Costantino (forse alla fine degli anni 320); si trasferì quindi a Costantinopoli, dove continuò con successo la carriera di retore, acquisendo una notevole fortuna e diventando il tutore di uno dei due Cesari, probabilmente Costante I.
Morì a Costantinopoli, premorendo ai suoi genitori, a cui l'Imperatore inviò la salma per farlo seppellire nella terra d'origine.